# Arrondissement de Neustadt-en-Haute-Silésie

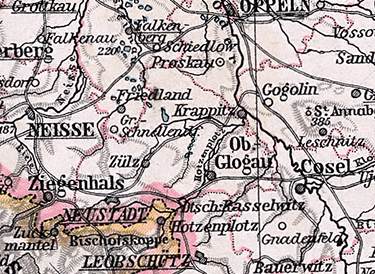
L'arrondissement de Neustadt-en-Haute-Silésie sur une carte de 1905

L'arrondissement de Neustadt-en-Haute-Silésie est un arrondissement prussien de la Haute-Silésie. Il existe de 1743 à 1945. Son territoire correspond à peu près à l'actuel powiat de Prudnik dans la voïvodie polonaise d'Opole.

## Histoire
Après la conquête de la majeure partie de la Silésie, le roi Frédéric II introduit des structures administratives prussiennes en 1742 en Basse-Silésie et en 1743 également en Haute-Silésie. Celles-ci comprennent la création de deux chambres de guerre et de domaine (de) à Breslau et Glogau, ainsi que leur division en arrondissements et la nomination d'administrateurs d'arrondissement (de). Les administrateurs des arrondissements de Haute-Silésie sont nommés sur proposition du ministre prussien de Silésie Ludwig Wilhelm von Münchow, ce que Frédéric II accepte en février 1743.
Dans la principauté d'Oppeln, l'une des sous-principautés silésiennes, des arrondissements prussiens sont formés à partir des anciens faubourgs silésiens, dont l'arrondissement de Falkenberg. Erdmann Carl Gustav von Rödern est nommé premier administrateur de l'arrondissement de Neustadt. L'arrondissement est initialement subordonné à la Chambre de guerre et des domaines de Breslau et est affecté au district d'Oppeln de la province de Silésie au cours des réformes Stein-Hardenberg
Lors de la réforme d'arrondissement du 1er janvier 1818 dans le district d'Oppeln, les limites de l'arrondissement sont modifiées comme suit : 
- Les villages de Berndau, Damasko, Gläsen, Kasimir, Schönau, Steubendorf et Thomnitz sont transférés de l'arrondissement de Neustadt vers l'arrondissement de Leobschütz (de).
- Les villages d'Oberwitz et de Roswadze sont transférés de l'arrondissement de Neustadt vers l'arrondissement de Groß Strehlitz (de).
- Les villages de Dobersdorf et Malckwitz sont transférés de l'arrondissement d'Oppeln (de) vers l'arrondissement de Neustadt.

Le 8 novembre 1919, la province de Silésie est dissoute et la nouvelle province de Haute-Silésie est formée à partir du district d'Oppeln. Lors du référendum en Haute-Silésie du 20 mars 1921, 88,2 % des électeurs votent dans l'arrondissement de Neustadt pour le maintien dans le giron allemand et 11,8 % pour la cession à la Pologne.
Le 30 septembre 1929, une réforme territoriale a lieu dans l'arrondissement de Neustadt-en-Haute-Silésie, en phase avec l'évolution du reste de la Prusse, dans laquelle les 64 districts de domaine, à l'exception du district forestier de Schelitz, sont dissous et attribués aux communes voisines.
Au printemps 1945, le territoire de l'arrondissement est occupée par l'Armée rouge. À l'été 1945, le territoire de l'arrondissement est placée sous administration polonaise par la puissance occupante soviétique conformément à l'Accord de Potsdam (de). L'afflux de civils polonais commence dans l'arrondissement, dont certains viennent des zones à l'Est de la ligne Curzon tombée aux mains de l'Union soviétique. Dans la période qui suit, la majeure partie de la population allemande est expulsée de l'arrondissement ; Ceux qui restent se voient interdire d’utiliser la langue allemande

## Évolution de la démographie
| Année | Habitants | Source |
| ----- | --------- | ------ |
| 1795  | 52 110    | [ 11 ] |
| 1819  | 44 852    | [ 12 ] |
| 1846  | 73 421    | [ 13 ] |
| 1871  | 86 315    | [ 14 ] |
| 1885  | 95 456    | [ 15 ] |
| 1900  | 98 324    | [ 16 ] |
| 1910  | 97 537    | [ 16 ] |
| 1925  | 95 370    | [ 17 ] |
| 1939  | 95 815    | [ 17 ] |

Lors du recensement de 1910, 53 % des habitants de l'arrondissement de Neustadt s'identifient comme germanophones et 45 % comme parlant polonais. Il y en a 93 % des habitants au recensement de 1939 sont catholiques et 7% sont protestants.

## Administrateurs de l'arrondissement
Les personnes suivantes servent comme administrateurs de l'arrondissement,
| 1743–174500Erdmann Carl Gustav von Roedern (de) 1746–175000Heinrich Gotthard von Naefe (de) 1750–175300Franz Adankt Joseph von Görtz (de) 1753–175800Johann Friedrich von Schneckenhaus (de) 1759–000000Carl Gottfried von Schwemler 1765–176900George Peter von Twardowsky 1769–178700George David Wenzel von Tschepe und Weidenbach (de) 1787–181300Theodor Carl Elstermann von Elster 1813–181900Josef von Gruttschreiber 1819–183000Ernst von Dungern 1830–184200Hans von Seherr-Thoß 1842–184300Oswald Sack (de) | 1843–184900Carl von Wittenburg 1849–187200Adolph Ferdinand Berlin 1872–188600Rudolf von Wittenburg (de) 1887–189200Franz Hubert von Tiele-Winckler (de) 1892–190700Stephan von Sydow (de) 1907–192000Hermann von Choltitz (de) 1920–192200Bernhard Danckelmann (de) 1922–193300Robert Pachur 1933–193700Günther Schwantes 1937–194300Conrad Listemann 1943–194500Scholz |

## Constitution communale
L'arrondissement de Neustadt est initialement divisé en villes, communes et - jusqu'à leur dissolution presque complète en 1929 - districts de domaine. Avec l'introduction de la loi constitutionnelle communale prussienne du 15 décembre 1933 et du Code communal allemand du 30 janvier 1935, le principe du chef est appliqué au niveau communal le 1er avril 1935.

## Communes
En 1936, l'arrondissement de Neustadt comprend trois villes et 97 communes, :
| - Achthuben - Alt Kuttendorf - Altstadt - Altzülz - Blaschewitz - Bresnitz - Broschütz - Buchelsdorf - Deutsch Müllmen - Deutsch Probnitz - Deutsch Rasselwitz - Dirschelwitz - Dittersdorf - Dittmannsdorf - Dobersdorf - Dobrau - Eichhäusel-Neudeck - Ellguth - Ellsnig - Ernestinenberg - Friedersdorf - Fröbel - Glöglichen (de) - Grabine - Gräflich Wiese | - Grocholub - Groß Pramsen - Haselvorwerk - Jassen - Josefsgrund - Kerpen - Klein Pramsen - Klein Strehlitz - Kohlsdorf - Komornik - Körnitz - Kramelau - Kreiwitz - Krobusch - Kröschendorf - Kujau - Kunzendorf - Langenbrück - Laßwitz - Legelsdorf - Leschnig - Leuber - Lobkowitz - Lonschnik - Mochau | - Mokrau - Moschen - Mühlsdorf - Neu Kuttendorf - Neudorf - Neuhof - Neustadt-en-Haute-Silésie, ville - Oberglogau, ville - Olbersdorf-en-Haute-Silésie - Ottok - Pietna - Pogosch - Müllmen - Probnitz - Psychod - Radstein - Rasselwitz - Repsch - Riegersdorf - Ringwitz - Rosenberg - Rosnochau - Schartowitz - Schelitz - Schiegau | - Schlogwitz - Schmitsch - Schnellewalde - Schönowitz - Schreibersdorf - Schwärze - Schweinsdorf - Schwesterwitz - Sedschütz - Siebenhuben - Simsdorf - Steinau-en-Haute-Silésie - Stiebendorf - Stöblau - Twardawa - Wackenau - Walzen (de) - Waschelwitz - Wildgrund - Wilkau - Zabierzau - Zeiselwitz - Zellin - Zowade - Zülz, ville |

L'arrondissement comprend également le district de domaine non constitué en commune de Forst Schedlitz.
Incorporations jusqu'en 1939
- Achthuben, le 1er avril 1939 à Schnellewalde
- Altstadt, le 1er avril 1938 à Zülz
- Brese (Bresnitz), le 1er avril 1939 à Ernestinenberg
- Hinterdorf, le 1er août 1904 à Oberglogau
- Jarschowitz, le 1er janvier 1929 à Stiebendorf
- Kujau, le 1er avril 1939 à Zellin
- Schloß Ober Glogau, le 1er août 1904 à Oberglogau
- Schönowitz, le 1er avril 1938 à Zülz
- Siebenhuben, le 1er avril 1939 à Riegersdorf
- Weingasse, le 1er août 1904 à Oberglogau

## Changements de noms de lieux
En 1926, les quatre communes de Polnisch Müllmen, Polnisch Olbersdorf, Polnisch Rasselwitz et Polnisch Probnitz. En 1936, de nombreuses communes de l'arrondissement de Neustadt sont rebaptisées, :
| - Blaschewitz → Niederblasien - Bresnitz → Brese - Broschütz → Schobersfelde - Deutsch Probnitz → Kranzdorf - Dobrau → Burgwasser - Grabine → Gershain - Grocholub → Erbersdorf - Komornik → Kammersfeld - Krobusch → Krähenbusch - Laßwitz → Hohenschanz - Leschnig → Hegerswalde - Lobkowitz → Jägershausen - Lonschnik → Wiesengrund - Mokrau → Nassau - Müllmen → Niederrode | - Ottok → Auenwalde - Pietna → Teichgrund - Pogosch → Brandewalde - Probnitz → Proben - Psychod → Waldfurt - Rasselwitz → Roßtal - Rosnochau → Roßweide - Schartowitz → Fichtenwalde - Schlogwitz → Schlagenhof - Schmitsch → Lößtal - Twardawa → Hartenau - Waschelwitz → Tiefengrund - Wilkau → Willenau - Zabierzau → Hinterwalde - Zowade → Lichten |

## Personnalités liées à l'arrondissement
- Otto von Garnier (1859-1947), général né à Neustadt-en-Haute-Silésie.
- Dietrich von Choltitz (1894-1966), général né à Gräflich Wiese.